# Buick LeSabre (1951)
LeSabre è una concept car ideata da Harley Earl e costruita dalla casa automobilistica Buick nel 1951.

## Contesto
L'intera vettura è stata realizza ispirandosi nel design ai nuovi jet a reazione che in quegli anni fecero la loro comparsa nei cieli. Lo stesso nome della concept è ispirato al North American F-86 Sabre.

## Tecnica

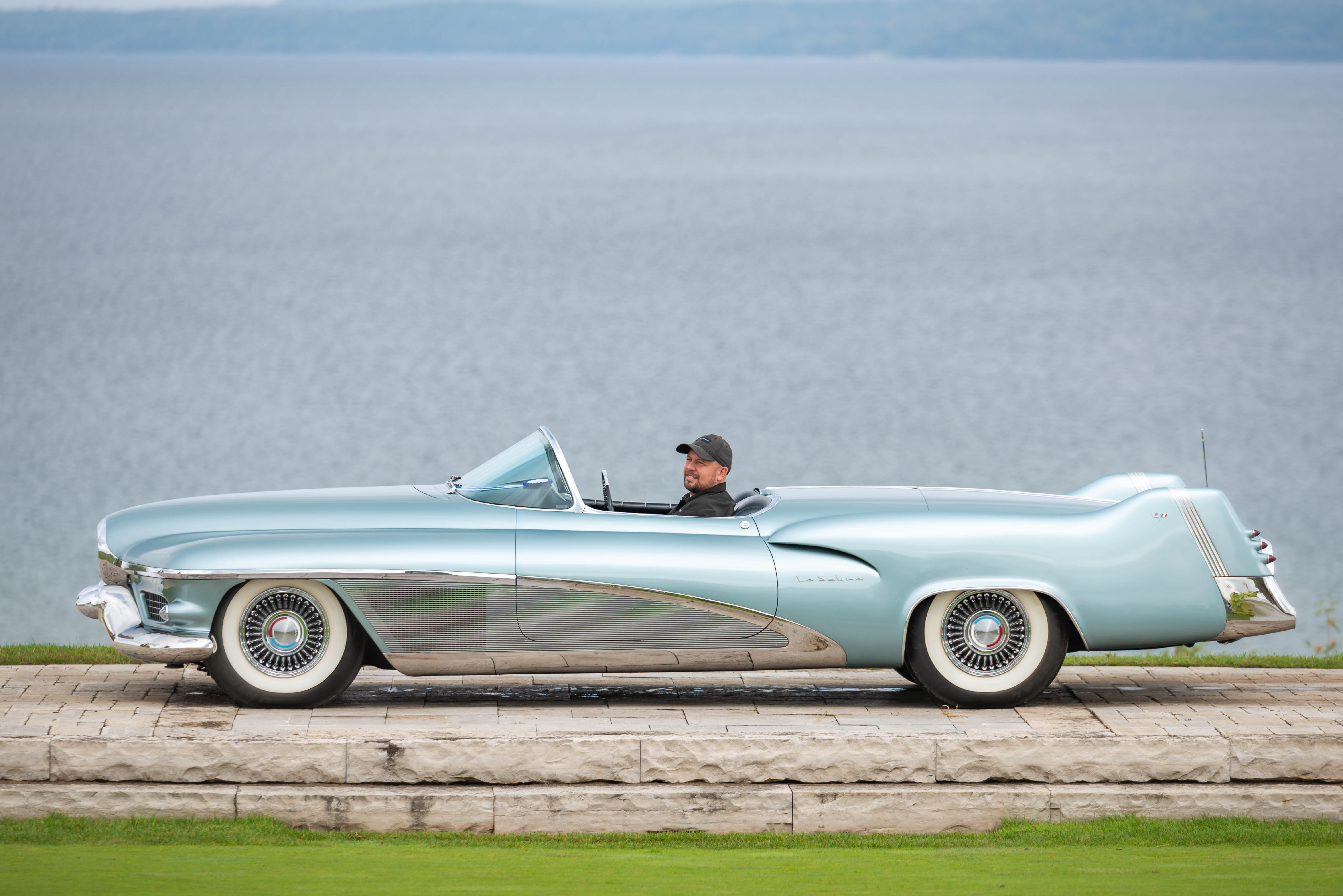
Vista laterale

La cabriolet era lunga 5080 mm ed era dotata di un propulsore V8 Buick da 300 cv. L'intero corpo vettura è stato realizzato in alluminio e magnesio. Era dotata di nuove soluzioni tecniche quali un impianto elettrico da 12 volt, un cambio automatico, due iniettori del carburante e dei nuovi martinetti idraulici per le sospensioni. I due iniettori del carburante entravano in funzione in base alla velocità, in quanto se si procedeva a bassa o media velocità, il primo iniettore pompava dal primo serbatoio benzina super, mentre se si procedeva ad alta velocità entrava in funzione il secondo iniettore che pompava metanolo. I serbatoi erano realizzati alluminio ed erano protetti da un involucro di gomma. Inoltre la vettura era dotata di un sensore di umidità che, nel caso avesse iniziato a piovere e il proprietario si fosse trovato lontano dalla sua auto, avrebbe autonomamente attivato la capote che si sarebbe richiusa. Per il raffreddamento del propulsore, è stata inserita una grande presa d'aria nella parte frontale del cofano motore.